# Maiorano (vescovo)
Maiorano, o Maggiorano (fl. V secolo), è stato un vescovo romano fu vescovo di Asti nel V secolo.

## Biografia
Maiorano è storicamente documentato in una sola occasione, quando intervenne nel 465 al concilio di Roma indetto da papa Ilario. Era contemporaneo del vescovo Massimo di Torino. Negli atti del Concilio sottoscrisse al sedicesimo posto su 48 vescovi, tra Eusebio di Siena e Giusto di Faenza (o Faleri).. Questo fa supporre che il suo episcopato fosse già avanzato, visto che i vescovi firmavano per ordine di anzianità..